# Иван Мечков
Иван Николаев Мечков е български офицер, бригаден генерал, доктор по военните науки.

## Биография
Роден е на 20 ноември 1959 г. в Лясковец. През 1982 г. завършва Висшето народно военно училище „Васил Левски“ с военна специалност войсково разузнаване и с гражданска специалност филология. Започва да служи в 68-и полк Спецназ. По-късно учи във ВИПОНД – МВР и във Военната академия в София. През 2000 г. защитава докторска дисертация в областта на военните науки. На 13 юли 2009 г. е назначен за директор на служба „Военна полиция“ и удостоен с висше офицерско звание бригаден генерал. На 25 септември 2009 г. е освободен от длъжността директор на служба „Военна полиция“ До 2011 г. издава сп. „Охрана, Оръжие, Сигурност“. Бил е военен аташе в Италия. Бил е общински съветник в Столична община. От 2016 г. е член на Управителния съвет на ЦСКА 1948. Излиза в запаса през 2010 г. Председател е на Съюза на парашутистите в България (СПБ) от 2009 г., а също така и на Българска военно-полицейска асоциация от 2014 г.

## Военни звания
- Лейтенант (1982)
- Бригаден генерал (13 юли 2009)